# Rue de la Poissonnerie (Colmar)
Pour les articles homonymes, voir Rue de la Poissonnerie.
La rue de la Poissonnerie est une voie de la commune française de Colmar.

## Situation et accès
Cette voie de circulation, d'une longueur de 95 m, se trouve dans le quartier centre.
On y accède par la rue Turenne et le quai de la Poissonnerie.
Cette voie n'est pas desservie par les bus de la TRACE.

## Bâtiments remarquables et lieux de mémoire
Dans cette rue se trouvent des édifices remarquables[Lesquels ?].

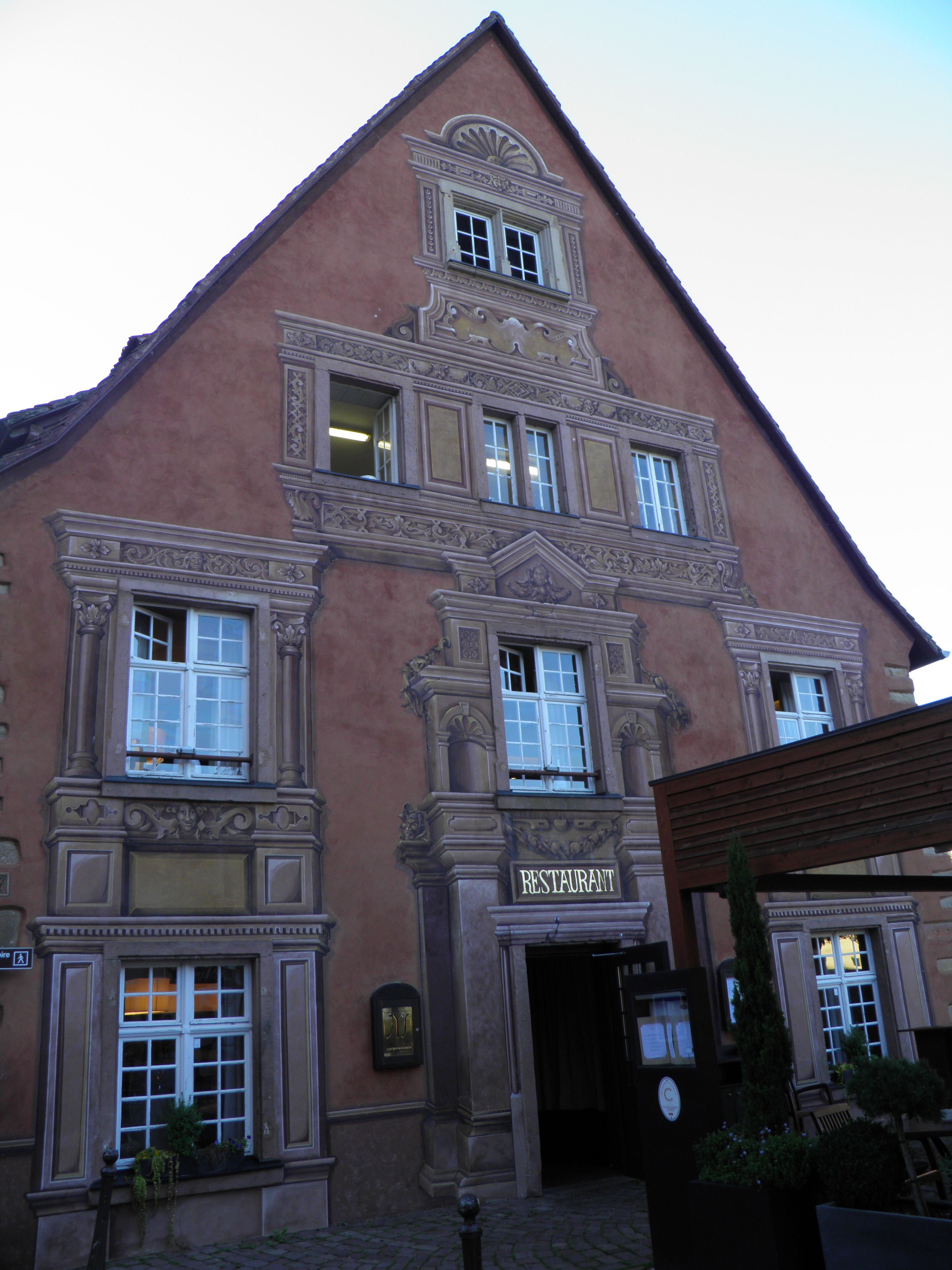
Anciens bains au no 17